# Sirkuit Puncak Mario Rappang
Der Sirkuit Puncak Mario Rappang ist eine permanente Motorsport-Rennstrecke 7 km nördlich von Rappang im Regierungsbezirk Sidenreng Rappang auf der indonesischen Insel Sulawesi. Er wird für lokale Motorsportveranstaltungen mit Autos, Motorrädern und Karts benutzt. 

## Streckenbeschreibung
Der Kurs wurde rund um einen Teich angelegt. Er weist keine Boxengasse auf, sondern bietet lediglich zwei überdachte Unterstände, ein Verwaltungsgebäude und eine kleine, überdachte Tribüne an der Start-Ziel-Gerade.

## Veranstaltungen
- Sulawesi Cup Race Series

## Sonstiges
Anfang 2025 wurde eine umfassende Renovierung der mittlerweile veralterten Anlagen der Strecke angekündigt.